# 巨梅花参
巨梅花参（学名：Thelenota anax）为刺参科梅花参属的动物。分布于马达加斯加、印度尼西亚、关岛、贝劳群岛、马绍尔群岛、托列斯海峡以及中国大陆的西沙群岛等地，常栖息于暴露于珊瑚礁以及水深13-16米的沙底。该物种的模式产地在托列斯海峡。

## 外部鏈接
- 維基物種上的相關：巨梅花参